# Yoann Wachter
Yoann Wachter (Courbevois, 7 de abril de 1992) é um futebolista franco-gabonês que atua como zagueiro ou lateral-direito. Atualmente joga pelo Lorient.

## Carreira
Tendo jogado nas categorias de base do RC Strasbourg, Wachter chegou ao Lorient em 2011, também para atuar nos juniores da equipe.
Sua estreia na Ligue 1 foi em agosto de 2014, contra o Monaco.
Na temporada seguinte, foi cedido por empréstimo ao Sedan para jogar a Championnat National, a terceira divisão do futebol francês. Nos Sangliers, atuou em 38 partidas.

## Carreira internacional
Filho de um gabonês e de uma guadalupina, Wachter optou em representar o Gabão, recebendo sua primeira convocação em maio de 2016, contra a Mauritânia. A estreia, no entanto, foi em novembro, no empate em 1 a 1 contra Comores.

## Links
- Yoann Wachter em National-Football-Teams.com